# 청년백서2
《청년백서2》는 2030 청년들에게 자유로운 이야기의 장을 열어주고 꿈과 비전에 대한 생각을 들어보는 CTS기독교TV의 토크쇼이다.